# 阿歷珊德拉·金

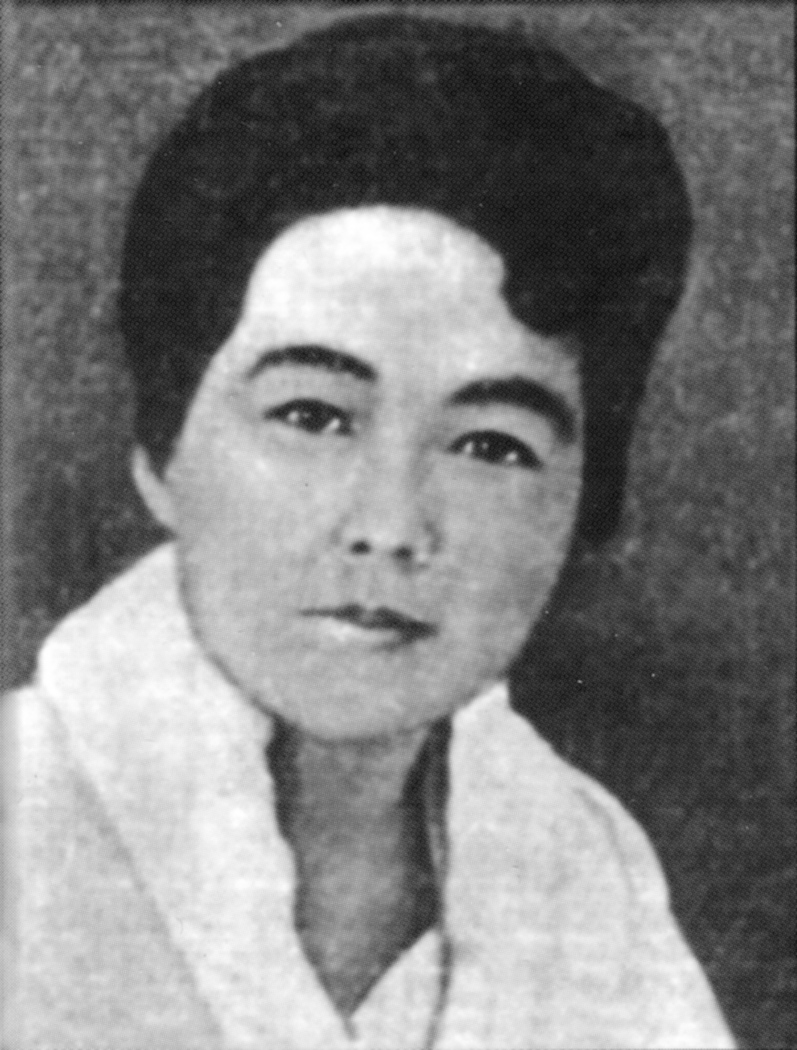

阿歷珊德拉·彼德羅夫娜·金（俄语：Александра Петровна Ким-Станкевич；1885年2月22日—1918年9月16日），俄羅斯高麗人女性政治活動家，曾在1916年加入布爾什維克黨，是第一位朝鮮族共產主義者。

## 個人生活
她出生於西伯利亞一條高麗人村莊，父親金斗瑞是運輸工人，1869年從朝鮮半島移民俄羅斯。她父親死後被她父親一位俄羅斯朋友收養，並和他的兒子結婚，並成為一位教師。

## 政治活動
但不久後她放棄教職回海參崴從事政治活動，之後也離婚並轉向烏拉爾山脈一帶從事政治活動，在1916年加入布爾什維克黨，在1917年列寧派她回遠東區經織當地朝鮮人對抗反革命軍隊。
但在1918年9月4日，她與當地朝鮮人革命軍被在哈巴羅夫斯克的白軍和日軍抓住，9月16日被處決，臨終遺言是:朝鮮獨立自由。